# Reanalyse (Meteorologie)
Eine meteorologische Reanalyse ist ein Verfahren zur Erstellung längerfristiger meteorologischer Datensätze unter Verwendung von Modellen der Wettervorhersage und Assimilation historischer Beobachtungsdaten. Das Ergebnis ist typischerweise eine mehrjährige, dreidimensional konsistente Beschreibung des atmosphärischen Zustandes. Diese Datensätze kommen in vielen Anwendungsbereichen zum Einsatz, die auf langjährige meteorologische Daten angewiesen sind, beispielsweise im Bereich der erneuerbaren Energien. Neben globalen Reanalysen mit weltweiter Abdeckung existieren auch regionale Reanalysen, die in höherer räumlicher Auflösung einzelne Regionen abdecken.

## Produzenten
Meteorologische Reanalysen werden typischerweise durch Wetterdienste oder internationale meteorologische Zentren (in Europa beispielsweise ECMWF im Rahmen des Copernicus-Klimawandeldienst C3S) auf Basis ihrer numerischen Modelle und der archivierten Beobachtungsdaten produziert. Weltweit erzeugen verschiedene Zentren globale Reanalysedatensätze sowie in zunehmendem Umfang auch regionale Reanalysen für unterschiedliche Regionen.

## Bekannte Reanalyse-Datensätze

### Globale Reanalysen
- ERA5[2], ERA-20C und ERA-Interim[3]: ECMWF/Copernicus-Klimawandeldienst (Copernicus Climate Change Service, C3S)
- JRA-55: Japanische 55-jährige Reanalyse
- MERRA/MERRA-2 (NASA)
- NCEP/CFSR: Climate Forecast System Reanalysis

### Regionale Reanalysen für Europa
- COSMO-REA6[4][5] des Deutschen Wetterdienstes und des Hans-Ertel-Zentrums für Wetterforschung
- Copernicus Regional Reanalysis for Europe

### Weitere regionale Reanalysen
- NCEP North American Regional Reanalysis (NARR)[6]
- Bureau of Meteorology Atmospheric high-resolution Regional Reanalysis for Australia (BARRA v1.0)[7]
- Arctic System Reanalysis (ASR)

## Anwendungsbeispiele

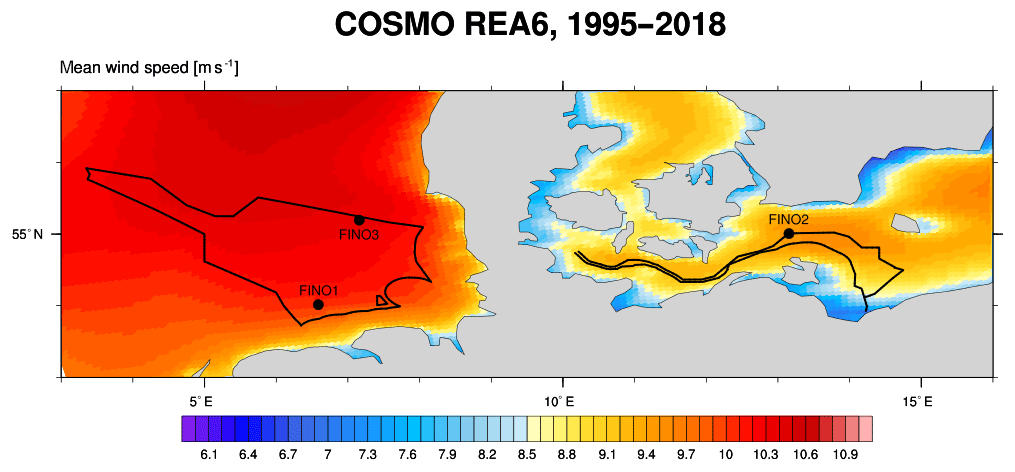
Anwendungsbeispiel einer Reanalyse im Energiebereich: Mittlere Windgeschwindigkeit 1995-2018 in der Nord- und Ostsee in 116 m Höhe (basierend auf der regionalen Reanalyse COSMO-REA6). Eingezeichnet sind außerdem die Grenzen der deutschen Ausschließlichen Wirtschaftszone (AWZ) sowie Standorte von Messmasten (FINO 1, 2, 3).

### Klimaüberwachung
Im Rahmen des Copernicus-Klimawandeldienst (Copernicus Climate Change Service, C3S) wird die globale Reanalyse ERA5 für Auswertungen zur Temperaturentwicklung weltweit und in Europa eingesetzt.

### Erneuerbare Energie
Im Bereich der erneuerbaren Energien sind aus Reanalysen insbesondere die Parameter Windgeschwindigkeit und Solarstrahlung von Interesse. Da Reanalysen diese Information auch für Bereiche ohne direkte Beobachtungen bereitstellen, kommen diese in einer Vielzahl von Studien und Anwendungen in diesem Sektor zum Einsatz und sind daher ein wichtiges Werkzeug der Energiemeteorologie.